# Paravento di Coromandel

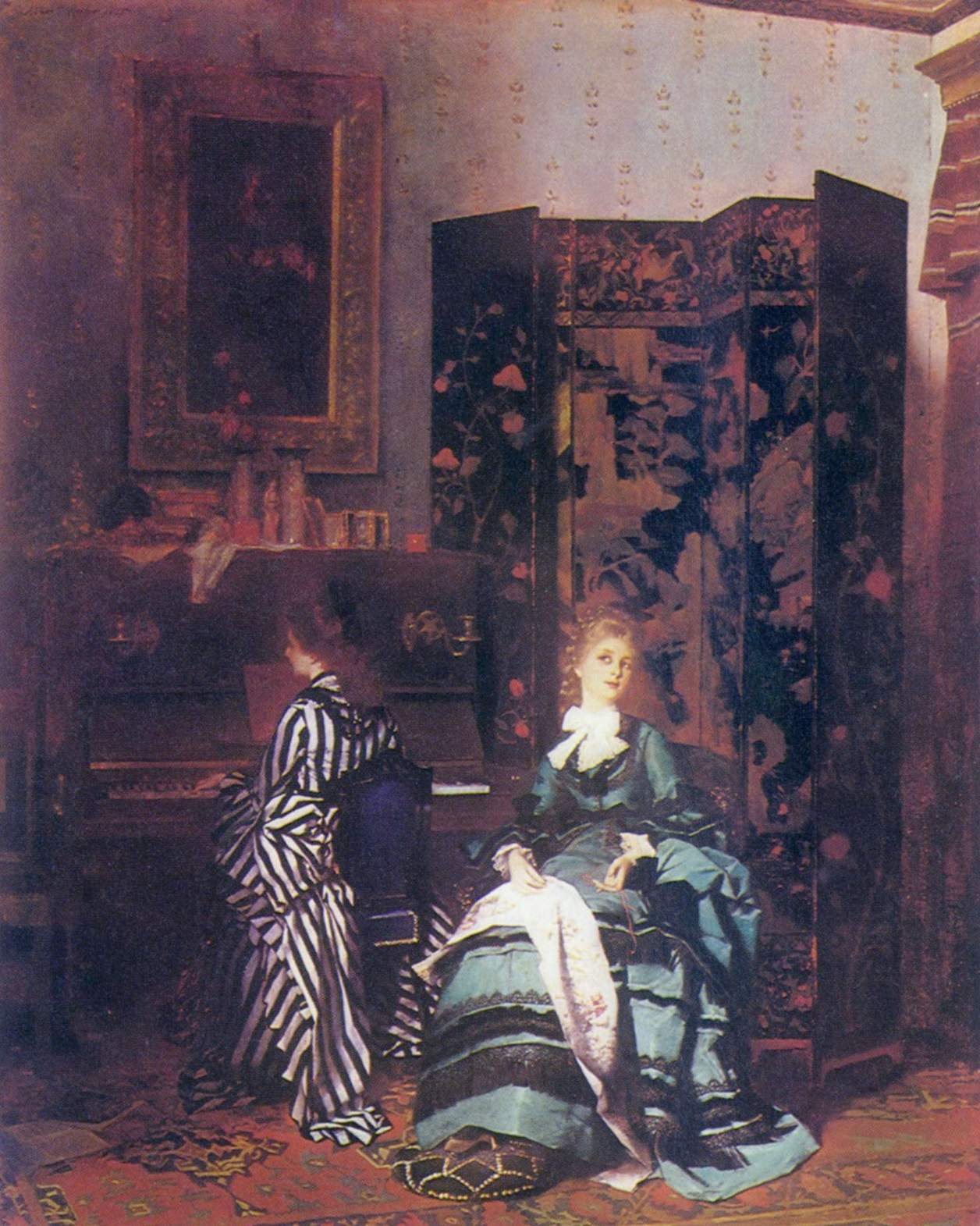
Un paravento cinese di Coromandel si vede nel dipinto a olio Chopin (1873) di Albert von Keller.

Un paravento di Coromandel è un paravento cinese di legno rivestito di lacca scura, che è intagliato prima di essere dipinto in oro o vari colori. Alcuni possono essere decorati con pietre preziose.
Le tecniche di laccatura per i paraventi di Coromandel, note come kuancai (letteralmente "colori incisi"), emersero durante la tarda dinastia Ming (1368–1644) e furono applicate ai paraventi per creare schermi incisi, dipinti e intarsiati con madreperla, avorio o altri materiali decorativi. Potevano essere usati fino a trenta strati di lacca. Ciascuno strato poteva avere figure e motivi incisi, dipinti e intarsiati, e questo creava un disegno che risaltava contro uno sfondo scuro. I paraventi erano fatti in Cina e apparvero in Europa durante la fine del XVII secolo. Il nome si riferisce alla Costa del Coromandel in India dove i paraventi e altri arredi provenienti dalla Cina erano caricati sulle navi che portavano merci in Europa.
La famosa stilista di moda Coco Chanel fu un'avida collezionista di paraventi cinesi, specialmente dei paraventi di Coromandel, e si crede che possedesse 32 paraventi, 8 dei quali erano ospitati nel suo appartamento al 31 di rue Cambon, Parigi. Una volta ella disse:
Ho amato i paraventi cinesi da quando avevo diciotto anni. Sono quasi svenuta dalla gioia quando, entrando in una bottega cinese, ho visto un Coromandel per la prima volta. I paraventi sono stati la prima cosa che ho comprato.